# Коппаро
Коппаро (итал. Copparo) —  город в Италии, располагается в регионе Эмилия-Романья, подчиняется административному центру Феррара.
Население составляет 17 859 человек (на 2004 г.), плотность населения составляет 115 чел./км². Занимает площадь 157 км². Почтовый индекс — 44034. Телефонный код — 0532.
Покровителями коммуны почитаются святые апостолы Пётр и Павел, празднование 29 июня, и святая Лукия Сиракузская, празднование — 13 декабря.